# Heikki Nurmio

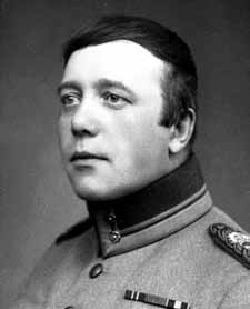
Heikki Nurmio som överstelöjtnant 1929.

Heikki Eliel Nurmio, född den 29 oktober 1887 i Pihlajavesi, död 22 juli 1947 i Helsingfors, finländsk krigshistoriker och militär (överste från 1938). Han var bror till Yrjö Nurmio.
Heikki Nurmio deltog i jägarrörelsen 1916. Senare var han chef för huvudstabens krigshistoriska avdelning (1927–38) och slutade sin militära bana som överste. 
Överste Nurmio är främst känd för att ha skrivit texten till "Jägaremarschen" som tonsattes av Jean Sibelius, i vilken han frammanade en vision av kriget och av jägarna som förutsättningar för ett fritt Finland. I några situationer utkonkurrerade Jägarmarschen både "Vårt land" och "Björneborgarnas marsch" som musikalisk devis för det vita Finland. 
Överste Nurmios jordiska kvarlevor är begravda i Reso.

## Publikationer
- Jääkärin päiväkirja (1918)
- Sotataidon kehitys vanhalla ajalla (1921)